# Ryan Yates
Ryan James Yates (* 21. November 1997 in Lincoln) ist ein englischer Fußballspieler, der seit 2016 beim englischen Erstligisten Nottingham Forest unter Vertrag steht.

## Karriere

### Nottingham Forest
Der aus der Jugendakademie seines Heimatvereins Nottingham Forest stammende Ryan Yates debütierte am 29. August 2016 auf Leihbasis für den Fünftligisten AFC Barrow bei einem 1:0-Auswärtserfolg bei North Ferriby United. Bis Mitte Januar 2017 bestritt der 19-Jährige 16 Ligaspiele in der National League, ehe Forest die Ausleihe vorzeitig beendete. Am 31. Januar 2017 lieh in Forest für den Rest der EFL League One 2016/17 an den Drittligisten Shrewsbury Town aus, für den er bis zum Ende der Spielzeit in zwölf Ligapartien eingesetzt wurde.
Am 4. August 2017 wechselte Ryan Yates für die Saison 2017/18 auf Leihbasis zu Nottinghams stadtinternen Rivalen Notts County. Beim Viertligisten avancierte er schnell zum Stammspieler und erzielte drei Treffer in fünfundzwanzig Ligaspielen, ehe Forest die Ausleihe vorzeitig beendete, um ihn kurz darauf an den Drittligisten Scunthorpe United auszuleihen.
In der EFL Championship 2018/19 kam Yates erstmals regelmäßig für Forest zum Einsatz und erzielte einen Treffer in sechzehn Ligapartien. Im Dezember 2019 verlängerte der Mittelfeldspieler seinen Vertrag in Nottingham um zwei Jahre bis 2023. Nach mehreren für den Verein enttäuschend verlaufenen Spielzeiten zog Forest in der EFL Championship 2021/22 erstmals sei der Saison 2010/11 wieder in die Aufstiegs-Play-offs ein. Dort setzte sich Forest im Halbfinale in zwei Partien gegen Sheffield United durch und erreichte damit zum ersten Mal nach 30 Jahren wieder ein Finale in Wembley. Im Finale besiegte Yates mit seinem Team Huddersfield Town vor 80.019 Zuschauern mit 1:0 und sicherte sich damit den Aufstieg in die Premier League.
Aufgrund seiner ausgezeichneten Leistungen im zentralen defensiven Mittelfeld seiner Mannschaft wurde Ryan Yates am Saisonende ins EFL Team of the Season der zweiten Liga gewählt. Auch in der höchsten englischen Spielklasse konnte sich Yates gegen zahlreiche Neuverpflichtungen auf seiner Position behaupten und kam auf 26 Einsätze in der ersten Saison. In der Premier League 2023/24 steigerte er sich zudem auf 35 Ligapartien und erzielte am 4. Mai 2024 beim 3:1-Auswärtssieg bei Sheffield United seinen ersten Treffer in der Premier League.
Im Juli 2024 unterzeichnete der 26-Jährige Mannschaftskapitän einen neuen Vierjahresvertrag in Nottingham und steht damit bis 2028 bei seinem Jugendverein unter Vertrag.